# Институт за доверие в информацията
Институт за доверие в информацията (на английски Information Trust Institute (ITI)) е основан през 2004 г. като интердисциплинарно звено, предназначено да подходи към изследването на информационната сигурност от системна гледна точка. Институтът изследва сигурността на информацията като разглежда какво правят машините, приложенията и потребителите надеждни. Мисията на този институт е да създава компютърни системи, софтуери и мрежи, на които обществото да може да разчита – сигурни, надеждни, безопасни, лични и коректни. Целта на ITI е да създаде нова парадигма за проектиране и валидиране н на надеждни системи

## Участници
Институтът е академично/индустриално партньорство, фокусирано върху области като електроенергетика, финансова система, отбрана, вътрешна сигурност и други. Той обединява над 100 изследователи, представляващи множество колежи и звена в Университета на Илинойс в Ърбана – Шампейн ( от английски University of Illinois at Urbana – Champaign).

## Основни центрове в рамките на ITI
- Boeing Trusted Software Center
- Caesar: Център за автономни инженерни системи и роботика
- Център за информационна криминалистика
- Център за поверителност и сигурност на здравната информация
- Център NSA за осигуряване на информационно образование и изследвания
- TCIPG: надеждна кибернетична инфраструктура за центъра за енергийна мрежа
- Trusted ILLIAC